# Hearts of Iron II
Hearts of Iron II (abreviado HoI2) es un videojuego de estrategia en tiempo real bélica compleja para Microsoft Windows, OSX y Linux ambientado en la Segunda Guerra Mundial y desarrollado por Paradox Interactive en 2005.

## El juego
El juego consiste en controlar uno de los países existentes en el mundo, dentro del ámbito de los sucesos de la época circundante a la II guerra mundial. Los grandes campos en que se divide este control son: Política, Diplomacia, Economía, Infraestructura, Industria, Investigación y Ejército.
El objetivo es que nuestra alianza de países (Aliados, Eje o Komintern), cuente con el número mayor de puntos de victoria al llegar a la fecha de finalización. Sin embargo el jugador puede actuar sin tener en cuenta esto, centrando su experiencia de juego en objetivos personales. Así aquel jugador que dirija un pequeño país, puede divertirse simplemente "sobreviviendo" a este convulso periodo de la Historia.
Un aspecto destacable del juego son los sucesos históricos, tales como el acuerdo secreto entre la URSS y la Alemania nazi para repartirse Polonia. En la mayoría de las ocasiones podremos elegir entre actuar como lo hicieron los países históricamente, o bien elegir de forma diferente.
Al tratarse de un juego de alta estrategia ambientado en un período de guerra mundial, los aspectos relacionados con el ejército gozan de una mayor profundidad y capacidad de control. Sin embargo la logística, el empleo de armas eficaces o innovadoras, o la habilidad de los líderes militares, solo son posibles mediante la correcta administración de los aspectos económicos y políticos del juego.
El tiempo dentro del juego transcurre en periodos de una hora, siendo de gran importancia la climatología, así como las horas de Sol u oscuridad. El terreno es otro factor a tener en cuenta, así como la actitud de la población civil de las regiones del mundo, las cuales son equivalentes en tamaño a una provincia europea o a un estado estadounidense. El tamaño de estas regiones varía considerablemente de una parte a otra del mundo.
Cuenta con tres expansiones: Hearts of Iron II: Doomsday, Hearts of Iron II: Armageddon y Hearts of Iron II: Iron Cross. Asimismo dio lugar al lanzamiento de dos videojuegos independientes basados en el mismo: Arsenal of Democracy y Darkest Hour: A Hearts of Iron Game.

## Cambios con respecto aHearts of Iron
- Se ha mejorado la inteligencia artificial, permitiendo a los países controlados por la máquina un comportamiento más profundo, como montar ofensivas a gran escala, preparar grandes desembarcos anfibios u organizar contraataques cuando detecte un punto débil en nuestras líneas.

- El mapa ha sido ligeramente cambiado, ampliando el número de provincias, especialmente en Centroeuropa, Rusia, Estados Unidos y China.

- Introducción de un sistema de diplomacia avanzado.

- Introducción de un sistema de espionaje (Hearts of Iron II: Doomsday).

- Nuevo sistema de investigación basado en los equipos de investigación en vez de la capacidad industrial. Se ha reducido las investigaciones de manera que cada una contiene varias de las que había en HoI.

- Introducción del concepto de modernización de unidades.

## Diplomacia

### Política interior
Cada país tendrá una afiliación política, que nos vendrá definida por medio de una serie de cursores deslizantes referidos a varias categorías, en la que se nos expresa los extremos:
- Democracia - Autoritarismo
- Política de izquierdas - Política de derechas
- Aperturismo - Centralismo
- Libre mercado - Economía planificada
- Ejército permanente - Ejército reclutado
- Militarismo - Pacifismo
- Intervencionismo - Aislacionismo

Se puede variar la política de un país desplazando la situación entre las diez posibles que tiene cada una, aunque solo se permite un cambio al año.
La ideología política del país limitara el cambio de ideologías: un país estalinista nunca será del todo aperturista ni de derechas, mientras que una democracia no llegara a tener el máximo de autoritarismo.
La ideología política puede cambiar a lo largo del tiempo, ya sea por diversos eventos (Estados Unidos paso de aislacionista a intervencionista durante la Segunda Guerra Mundial), elecciones en los países democráticos o golpes de estado.
Hay una serie de dirigentes políticos:
- Jefe de Estado
- Jefe de Gobierno
- Ministro de Exteriores
- Ministro de Defensa
- Ministro de Seguridad
- Jefe de inteligencia militar
- Jefe del Estado Mayor
- Jefe del Ejército tierra
- Jefe de la Armada
- Jefe de fuerzas aéreas

Cada uno de ellos tendrá una ideología y una característica que definirá su forma de actuar. Hay algunas que son positivas (Trabajador fervoroso , +10% CI), mientras que otras son negativas (Príncipe del terror, necesarios +5% de bienes de consumo). Excepto el jefe de Gobierno y el jefe se estado se puede elegir la persona que queramos para elegir los diferentes puestos, dentro de una serie de candidatos.

### Política exterior
Cada país puede realizar una serie de acciones diplomáticas con los demás países del mundo:
- Influir nación - Mejorar las relaciones.
- Ofrecer acuerdo comercial - Intercambio de dinero, suministros o materias primas de manera continua.
- Entablar negociaciones - Intercambio de dinero, suministros , ejércitos , planos o materias primas de manera puntual.
- Alianza - Formación de una alianza militar entre dos países o unirse a una existente o abandonarla.
- Enviar fuerza expedicionaria - Envío de tropas.
- Asumir el mando militar - Manejar todas las tropas del país en cuestión.
- Garantizar independencia - Si otro país le declara la guerra tenemos un casus belli.
- Ofrecer pacto de no agresión - No nos atacará ni podemos atacar al país en cuestión.
- Solicitar acceso militar - Permitir el paso de nuestras tropas por su territorio.
- Reclamar territorio - Reclamar territorios de su país que nosotros consideramos como nuestros.
- Golpe de estado - Cambiar el gobierno por otro que nos sea más proclive.
- Declarar la guerra
- Pedir la paz

Cada acción diplomática cuesta dinero.

## Tecnología
Las diferentes tecnologías a investigar sea agrupan en varias ramas:
- Infantería - Relacionado con las diferentes tipos de infantería y la logística.
- Industria - Relacionado con la fabricación, criptografía, agricultura, investigación en radar, nuclear, cohetes o plantas de combustible sintético.
- Blindados y artillería - Relacionado con tanques, artillería y demás brigadas
- Doctrinas de tierra - Aspectos tácticos, estratégicos y organizativos del combate terrestre
- Naval - Desarrollo de los diferentes tipos de naves de guerra
- Armas secretas - Investigación de proyectos avanzados tales como computadoras, cohetes, bombas nucleares...
- Aviación - Desarrollo de los diferentes tipos de aviones.
- Doctrinas navales - Aspectos tácticos, estratégicos y organizativos del combate naval.
- Doctrinas aéreas - Aspectos tácticos, estratégicos y organizativos del combate aéreo.

Cada tecnología tiene una serie de cinco componentes que tipificarán su dificultad de investigación. Ejemplo: Infantería avanzada (1943): fusil de asalto básico, cañón de infantería de 150 mm, batallón mejorado de reconocimiento de largo alcance, lanzacohetes, e instrucción de fuerza operativa.
Cada país tiene una serie de equipos de investigación, cada uno con unas características determinadas , que son el nivel de habilidad que tienen (de 1 a 9) y sus campos de investigación.
Por ejemplo Alemania tiene a Wernher von Braun como un investigador de nivel 9 experto en cohetes, aeronáutica y eficiencia técnica, por lo que será un buen investigador para desarrollar los cohetes V1, pero será malo para investigar tecnologías relacionadas con los barcos.
En función de la capacidad industrial de un país podrán investigar simultáneamente varios equipos de investigación, desde un mínimo de uno hasta un máximo de cinco.

## Producción
Cada provincia tiene una capacidad de capacidad industrial (CI) y una producción diaria de materias primas. Las distintas materias primas son:
- Energía - Se refiere a fuentes de energía tales como carbón, energía hidroeléctrica y madera.
- Metal - Se refiere a una gran variedad de metales, aunque principalmente hierro, para convertirlo en acero.
- Petróleo - Básico para las unidades militares. Se puede obtener por conversión de la energía.
- Materiales raros - se refiere a todo lo que no se incluye en los apartados anteriores: caucho, sulfatos, oro, potasio, wolframio...

Para que la industria del país funcione consume recursos, cada CI necesita al día dos unidades de energía, una de metal y media de materiales raros. Puede que tu país no produzca alguna materia prima en cantidad suficiente para hacer funcionar toda tu industria, por lo que solo producirá la cantidad que pueda funcionar con los recursos disponibles. Para evitar esta esto se pueden tomar varios caminos : intentar acumular una reserva suficiente del factor que tenemos en carestía, intentar comerciar con algún país para conseguirlo o invadir otro país para quedarnos con sus reservas y sus provincias productoras de materias primas.
De la capacidad industrial de nuestro país deberemos dedicar una parte a satisfacer las necesidades de la población o bienes de consumo, que son mayores en los países democráticos que en los totalitarios, y nos encontramos en guerra la gente hará algún sacrificio y te requerirá menos recursos. Si no conseguimos o no queremos darle suficientes recursos como para satisfacerles aumentara la disensión o malestar interno, con lo que se reducirá nuestro rendimiento tanto industrial como bélico. La parte de CI dedicada a los bienes de consumo producirá dinero.
Otra parte de la producción industrial debe estar destinada a producir suministros para las fuerzas armadas. Si no conseguimos darles los suficientes suministros su capacidad combativa se verá reducida en gran medida.
Después de quitar la parte de CI dedicada a los dos factores anteriores podemos dedicar lo restante a producir diferentes cosas: aviones, barcos, tropas, instalaciones de cohetes, instalaciones nucleares, bases aéreas, bases navales, convoyes, escoltas, antiaéreos, instalaciones de radar, fortificaciones terrestres y navales, o aumentar la industria.
También puede que tengamos que dedicar parte de los recursos a reforzar las distintas unidades que han sufrido daños en el combate o a modernizar dichas unidades cuando hayan quedado obsoletas.

## Combate
En Hearts of Iron II pueden darse tres tipos de combates, cada uno con sus propias características: terrestre, naval y aéreo.
Los combates van a estar condicionados por múltiples factores, que pueden llegar a decantar la victoria del lado de uno de los contendientes, como pueden ser la habilidad de los líderes, la climatología, el tipo de unidades, el ciclo día-noche, la colocación de cada uno de los contendientes...

### Fuerzas terrestres
Las fuerzas terrestres van a ser las que den la victoria final al ocupar los territorios. La unidad mínima dirigible en el juego es una división. También existen las brigadas, pero no pueden aparecer solas, sino siempre están unidas a una división.
Hay varios tipos de divisiones:
- Infantería convencional - El típico soldado a pie. No es especialmente bueno en nada, pero no tiene grandes debilidades y es barato de producir en grandes cantidades.
- Caballería - Unidad obsoleta a comienzos de la Segunda Guerra Mundial, débil pero con movimiento rápido. Se puede aprovechar su gran movilidad como reserva táctica.
- Infantería motorizada - Infantería transportada en camiones, similar a la normal pero gasta combustible.
- Infantería mecanizada - Infantería transportada en vehículos acorazados, más dura. Vulnerable a los ataques aéreos.
- Paracaidistas - Útiles por el efecto sorpresa y la capacidad de despliegue rápido.
- Infantería de marina - Óptimos para ataques anfibios y cruzar ríos. También son buenos para luchar en pantanos y selvas.
- Infantería de montaña - Buenos para ataques en montañas, colinas y bosques.
- Milicia - Unidad más débil, pero barata y rápida de producir.
- Blindados - Imparables en espacios abiertos; consumen mucho combustible y es muy cara de producir. En terrenos abruptos (colinas, montañas, bosques, selvas) pierde gran parte de su capacidad. Para tropas que carezcan de material específico antitanque son muy difíciles de parar.
- Guarnición - Unidades de represión, no se pueden mover. Son buenos para luchar contra los partisanos y para defender puntos clave como zonas costeras.
- Estado mayor - Unidad especial, proporciona bonificaciones al resto, como un aumento en la capacidad de mando y una mejor eficacia de suministro.

Hay distintos tipos de brigadas que se pueden añadir:
- Artillería
- Artillería autopropulsada
- Artillería lanzacohetes
- Artillería lanzacohetes autopropulsada
- Artillería antitanque
- Cazacarros
- Blindado
- Vehículo blindado
- Antiaéreo
- Policía
- Ingeniero

Las tropas se pueden agrupar de distintas maneras, pero es importante que el oficial al mando tenga capacidad para poder dirigirlas. Si la capacidad de mando se ve sobrepasada las tropas rendirán muy por debajo de su nivel.
Cada oficial tiene una habilidad de mando y una experiencia, que puede ir ampliando en el combate. Cuando la experiencia es lo suficientemente alta se incrementara su habilidad. Los grandes estrategas (Rommel, Patton, Zhúkov, Yamamoto ) vienen con el valor máximo permitido, 5.
Algunos líderes tienen rasgos especiales que le otorgarán bonificaciones especiales en el combate, como el líder de panzers, el especialista en invierno o el mago de la logística.
Existen varios rangos:
- General de división - 1 división
- Teniente general - 3 divisiones
- General - 9 divisiones
- Mariscal de campo - 12 divisiones

Las tropas empezaran a atacar una provincia en cuanto se les mande desplazarse a ella desde una adyacente. Si tenemos tropas en varias provincias cercanas se puede atacar a los defensores de una provincia desde varios frentes, dándole esto una bonificación a los atacantes.

### Fuerzas navales
Las fuerzas navales van a ser los barcos y submarinos de los que disponemos. Tienen algunas diferencias con respecto a las tropas de tierra, como que necesitan una base desde la que operar, tienen radio de acción y el combate naval tiene algunas características especiales.
Los diferentes barcos se refieren a unidades aisladas, excepto en el caso de los destructores, transportes y submarinos que se refieren a escuadrillas. 
Los diferentes tipos de fuerzas navales son:
- Destructores
- Crucero ligero
- Crucero pesado
- Crucero de batalla
- Acorazado
- Portaaviones ligero
- Portaaviones
- Submarino
- Transporte

Los portaaviones tienen una brigada especial, que son los grupos aéreos embarcados (GAE), que son los aviones, dándole unos valores de ataque, defensa y sobre todo de alcance muy altos.
Los barcos necesitan una base naval, que será el puerto de partida. Desde allí se les suministrara combustible y suministros. Si no tienen suministros suficientes perderán fuerza y con el tiempo acabaran desapareciendo y si les falta combustible se verán muy ralentizados. Además desde esa base naval tendrán un radio de acción, que no podrán superar y limitara las zonas donde puede actuar. Cuanto más moderno sea el tipo de barco mayor será su radio de acción.
El combate naval tiene una característica especial, que es la distancia entre las dos escuadras. Cada barco tiene una distancia de disparo, por lo que solo podrá atacar si está dentro del radio de acción. Los barcos más grandes tienen una distancia de disparo mayor, por lo que se puede dar el caso de que ataquen sin que lleguen a ser atacados. La situación en la que se ponen los barcos esta en función de su velocidad y de la habilidad del líder. Un caso especial es el de los portaaviones, que gracias al gran radio de acción de los aviones pueden llegar a atacar desde muy lejos, sin que los otros tipos de barcos puedan hacer nada.
Durante el combate cada barco ataca a un solo barco, por lo que si varios barcos eligen el mismo objetivo es muy probable que lo acaben hundiendo. A veces se da el caso de que un barco se equivoca y apunta a uno de los suyos, aunque lo suele remediar y no está mucho tiempo atacándole.
Las fuerzas navales pueden realizar varios tipos de misiones:
- Interceptación naval
- Patrulla de combate naval
- Ataque a convoyes
- Guerra antisubmarina
- Bombardeo costero
- Incursión de GAE contra puerto
- Incursión de GAE contra base aérea
- Transporte por mar
- Asalto anfibio

### Fuerzas aéreas
Las fuerzas aéreas se compondrán de los diferentes tipos de aviones de los que disponemos. Debido a la época en la que se ambienta el juego la variedad de aviones abarca desde los biplanos que están disponibles con las primeras tecnologías hasta aviones supersónicos de las tecnologías más avanzadas.
Los aviones, al igual que los barcos, también necesitan una base desde la que operar. Al tener un radio de acción limitado (dependiendo del tipo) será de vital importancia es situarles bien, ya que aunque cambian de base muy rápido les llevara un tiempo organizarse en la nueva base y poder estar operativos. Además también presentan las mismas limitaciones al quedarse sin suministros ni combustible.
Va a haber diferentes tipos de aviones disponibles , siendo cada unidad representada en el juego una escuadrilla de aviones.
- Bombarderos tácticos
- Bombarderos estratégicos
- Bombarderos navales
- Bombardero en picado
- Aviones de transporte
- Cazas
- Interceptores

También hay disponible una brigada, los cazas de escolta, que será incorporable a los distintos tipos de bombarderos para protegerlos de los cazas enemigos.
Los aviones son especialmente vulnerables a las condiciones climatológicas, reduciendo en gran medida su eficacia, llegando al extremo de no poder operar si son muy malas.
Los distintos tipos de misiones que se pueden realizar son:
- Superioridad aérea
- Ataque terrestre
- Interdicto
- Ataque naval
- Incursión contra puerto
- Bombardeo de convoyes
- Bombardeo estratégico
- Ataque logístico
- Ataque a aeródromos
- Ataque a instalaciones
- Asalto aerotransportado
- Abastecimiento aéreo

## Escenarios
Se pueden jugar a varios escenarios:
- Escenario 1936 El camino a la guerra - Se juega desde enero de 1936.
- Escenario 1938 La tormenta se avecina - Se juega desde marzo de 1938 (la época del Anschluss).
- Escenario 1939 Blitzkrieg - Se juega desde septiembre de 1939 (la invasión de Polonia).
- Escenario 1941 El gigante se despierta - Se juega desde junio de 1941 (la Operación Barbarroja).
- Escenario 1944 Götterdämmerung - Se juega desde junio de 1944 (el Día D).
- Fall Gelb: La invasión de Francia
- El Zorro del Desierto: Rommel en África
- La Batalla del Mar de Coral
- La Guerra de Invierno
- Fall Weiss: La invasión de Polonia
- Fall Grün: Checoslovaquia
- La Operación Husky: Invasión de Italia
- La ofensiva de las Ardenas
- El Día D: La ocupación de Europa
- La guerra civil española
- Barbarroja: La invasión de Rusia
- La Operación Caída: Invasión de Japón
- La Guerra de la Patagonia
- La conquista del Sur
- La Operación Atalaya
- Fall Blau: la ofensiva de 1942

## Hearts of Iron II: Doomsday
En el año 2006 Paradox publicó una reedición llamada Hearts of Iron 2: Doomsday. Es una especie de "versión mejorada" del Hearts of Iron 2 la cual te permite jugar hasta el año 1954 permitiendo así continuar más allá de la Segunda Guerra Mundial. 
Doomsday no es una expansión ya que incluye Hearts of Iron 2, por lo que no es necesario tener el juego previamente.
Posteriormente se publicó la expansión Armageddon que requiere HoI2: Doomsday para funcionar.

## Hearts of Iron II: Iron Cross
Paradox ha anunciado para el 7 de octubre de 2010 la publicación de la expansión Iron Cross
Desarrollada por la empresa española Irshappa ID, esta nueva expansión amplia los años de juego, introduce un nuevo mapa con más de 4000 nuevas provincias, cerca de 7000 nuevos eventos y un nuevo sistema de investigación tecnológico.
Principales características:
- Juega con alguna de las 200 naciones de 1933 a 1964.
- Nuevo mapa de juego con 4.000 provincias.
- Sobre 6.000 nuevos eventos.
- Árbol tecnológico con investigación realista a través de 800 tecnologías.
- Nuevas unidades y brigadas incluyendo fuerzas especiales, infantería y artillería pesada.
- IA mejorada con mayor profundidad y opciones.
- Será compatible con Hearts of Iron II: Armageddon, así como con los dos standalones del juego: Arsenal of Democracy y Darkest Hour.